# Northrop Grumman Lunar Lander Challenge

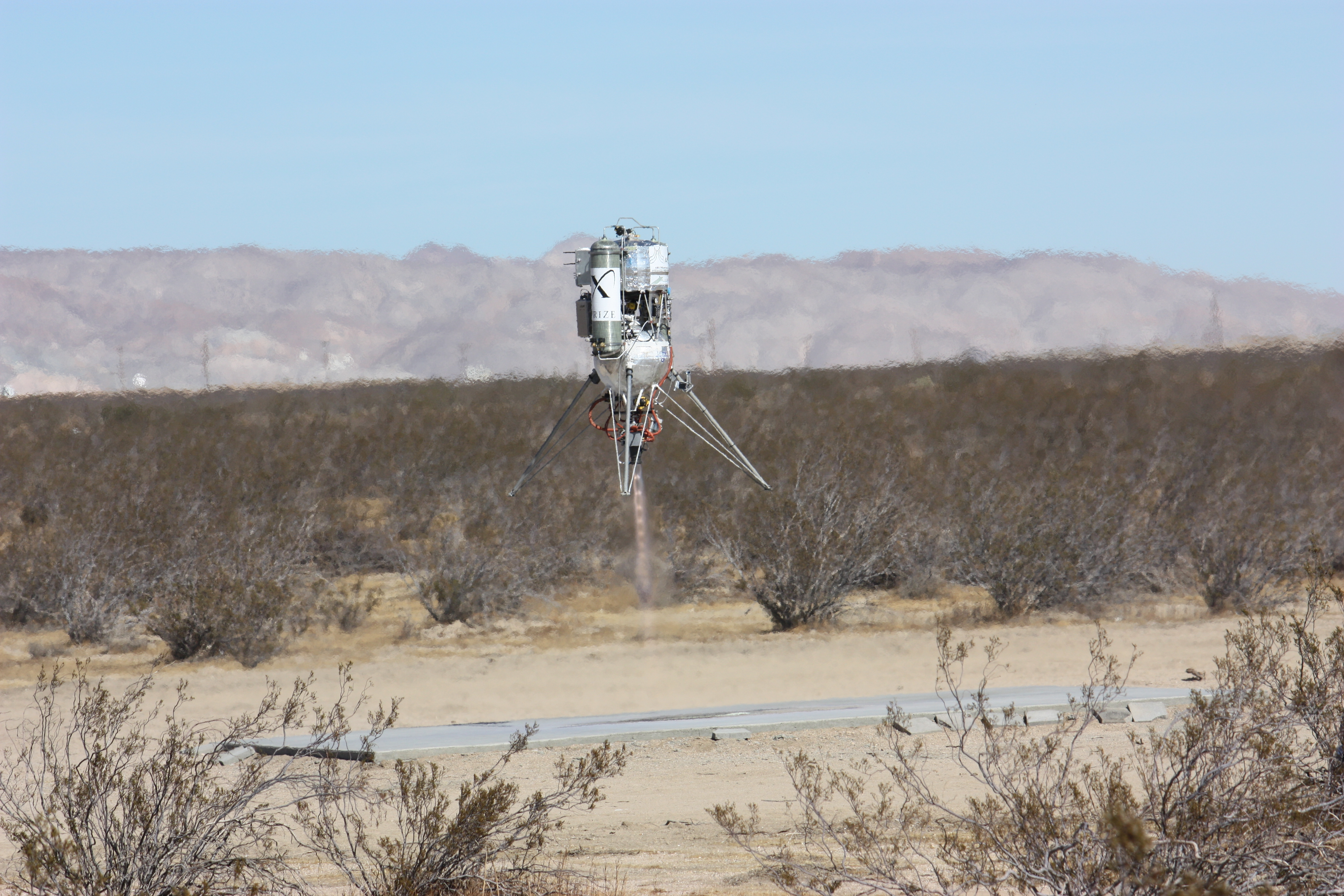
La "Masten Space Systems XA0.1E rocket" alias "Xoie".

Le Northrop Grumman Lunar Lander Challenge est une compétition tenue tous les ans entre 2006 et 2009, pendant laquelle les compétiteurs devaient faire réaliser automatiquement à un véhicule des déplacements verticaux et horizontaux, dans le but de simuler un module se posant sur la lune. La compétition était organisée par fondation X Prize et soutenue par Northrop Grumman. Les récompenses furent payées par la NASA.
Les deux premières années aucune équipe ne parvint à remporter un prix. En 2008, Armadillo Aerospace réussit le niveau le plus facile de la compétition, tandis qu'en 2009, Masten Space Systems et encore Armadillo Aerospace réussissent le niveau le plus difficile de la compétition, mettant ainsi fin à celle-ci.

## Description de la compétition
La compétition est divisée en deux niveaux. Dans chaque niveau, le véhicule doit atteindre l'altitude de 50 mètres, puis se déplacer latéralement sur 100 mètres, et enfin se poser sur une surface d'atterrissage. Au niveau un, la surface est un cercle de 10 mètres de diamètre, tandis qu'au niveau deux, c'est une surface reproduisant la surface de la Lune, avec ses cratères.
Le véhicule doit à chaque niveau pouvoir redécoller ensuite pour revenir à son point de départ.
Au niveau un, le véhicule doit voler pendant au minimum 90 secondes, et 180 secondes au niveau deux.
Dans chaque niveau, le temps pour l'ensemble des vols et des préparatifs ne doit pas dépasser 150 minutes.
La récompense pour le niveau un de la compétition est de 350 000 $ pour le premier, et 150 000 $ pour le second. Quant au niveau deux, il offre 1 million de dollars pour le premier et 500 000 $ pour le second.

## Les éditions de la compétition

### 2006
Pas de réussite cette année.

### 2007
Pas de réussite cette année.

### 2008
En 2008, Armadillo Aerospace remporte le premier prix pour le niveau un de la compétition, soit 350 000 $.

### 2009
En 2009, Masten Space Systems remporte le premier prix pour le niveau deux de la compétition, soit 1 million de dollars, plus le second prix pour le niveau un, soit 150 000 $. Armadillo Aerospace remporte quant à elle le deuxième prix pour le niveau deux, soit 500 000 $. Les moteurs du véhicule de Masten Space Systems fournissent une poussée de plus de 200 newton,.